# 北大塚
北大塚（日语：／ Kita-ōtsuka */?）是東京都豐島區的町名。現行行政地名為北大塚一丁目至北大塚三丁目。

## 地理
位於豐島區東部。東～東北接巢鴨，西鄰上池袋，南通南大塚、東池袋，北臨西巢鴨。池袋台地北端的西南側與近中仙道的東北側較高，地域中央有西北－東南走向的舊谷端川（現為宮仲公園通），地勢較低。大塚站北側的商業區，特別是宮仲公園通、大塚銀之鈴商店街、折戶通沿線商業興盛。

## 歷史
戰前的大塚站是當時城北的中心。都營巴士與都電荒川線都行經大塚站。此外東武東上線也曾計畫行經北大塚（沿谷端川－大塚辻町）的路線，車站北口的大樓在當時是大型百貨店白木屋。

## 交通

### 鐵路
町域南端接JR山手線。此外，都電荒川線南北貫穿此地。
- 大塚站
- 巢鴨新田電停

### 道路
- 東京都道436號小石川西巢鴨線（宮仲公園通） - 舊名「癌研通」。連結大塚站與北池袋站，在町內為東南－西北的弧型道路。
- 大塚銀之鈴商店街
- 折戶通
- 空蟬橋通
- 西巢鴨橋通

## 設施

### 公家機關
- 豐島區東部區民事務所
- 巢鴨警察署（日语：巣鴨警察署）

### 教育
- 十文字高等學校（日语：十文字高等学校）
- 十文字中學校（日语：十文字中学校）
- 十文字幼稚園

### 醫療
- 大塚美容形成外科
- 一心醫院
- 北大塚診療所

### 郵局
- 大塚站前郵便局

### 商業、服務業
- よしや（日语：よしや）大塚店 - 東京城北地域為中心的超市。
- 伊勢伊
- 山下書店
- あおい書店（日语：あおい書店）
- R&B飯店大塚站北口
- 東橫INN

### 金融
- 瑞穗銀行
- さのや - 當鋪（質店）

### 公園
- 巣鴨公園

### 企業
- KK Bestsellers（日语：ベストセラーズ）（KKベストセラーズ）
- 富士建
- 優慧系統合同會社

### 寺社
- 子安天滿宮
- 出世稻荷神社

## 外部連結
- 大塚北口商榮會（页面存档备份，存于）  - 大塚銀之鈴通商店街

1. ↑  住民基本台帳による年齢別人口（平成26年7月1日現在）[永久]